# Censo de los Estados Unidos de 2010
El vigesimotercer censo de Estados Unidos, conocido como el censo de 2010, fue realizado el 1 de abril de 2010. Según sus resultados preliminares publicados oficialmente el 21 de diciembre de ese mismo año, se determinó que la población residente de Estados Unidos en la primera fecha era de 308 745 538 personas, significando un incremento del 9.7 % respecto a las 281 421 906 personas registradas durante el censo del año 2000.

## Introducción
Tal como lo requiere la Constitución de Estados Unidos, el censo de Estados Unidos se ha venido realizando con una frecuencia de 10 años desde 1790. El censo anterior a este fue llevado a cabo en el año 2000. La participación en el censo es requerido por ley avalado por el Título 13 del Código de Estados Unidos.
El 25 de enero de 2010, el director de la Oficina del Censo Robert Groves inauguró personalmente la enumeración del Censo de 2010 al contar al veterano de la Segunda Guerra Mundial: Clifton Jackson, un residente de la pequeña localidad de Noorvik, en el noroccidental estado de Alaska.  Los formularios del censo empezaron a entregarse el 15 de marzo de 2010. La cantidad de los mismos que fueron enviadas por correo y/o enviadas por trabajadores del Censo fue de alrededor de 134 millones. Aunque el cuestionario usó la fecha del 1 de abril como la fecha referencial de cuando la persona vivía en dicha localidad, también aparecía la fecha del 15 de marzo de 2010 en la que se puede leer: "Por favor complete y reenvíe por correo el formulario del censo incluido hoy" (Please complete and mail back the enclosed census form today).
El 10 de agosto de 2010, el promedio de participación nacional fue del 72 %. De abril a julio de 2010, las y los trabajadores del censo, salieron puerta por puerta a censar a las personas que no habían entregado o reenviado los correspondientes formularios.

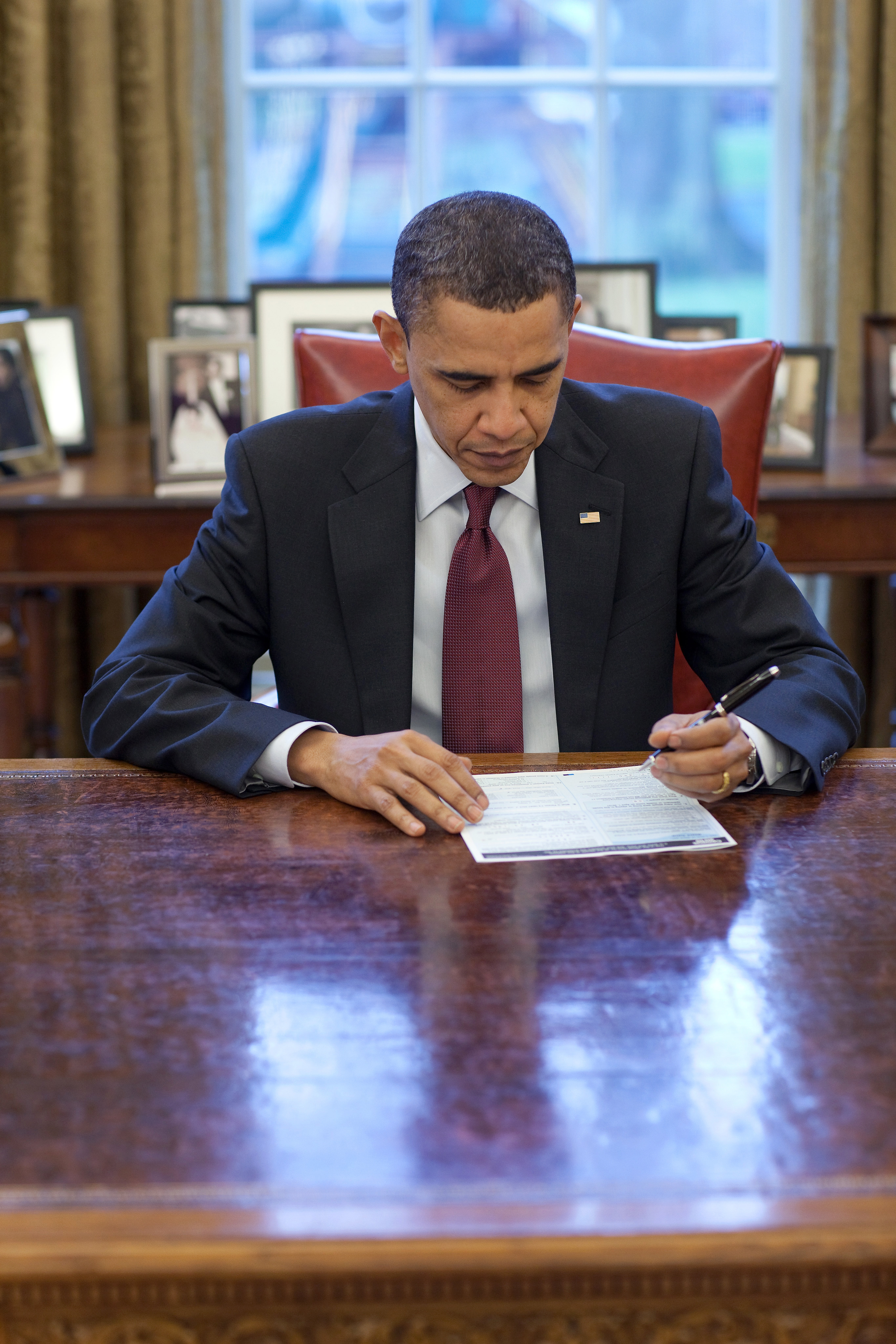
El presidente estadounidense Barack Obama completando su formulario del censo en el Despacho Oval, el 29 de marzo de 2010.

El 21 de diciembre de 2010, la Oficina del Censo reveló la población total de los Estados Unidos y en febrero de 2011 el resto de la información.
La oficina del Censo esta vez no usó formularios extensos. En censos anteriores, uno de cada cabeza de familia recibía un largo formulario, en al que se le preguntaba detalladamente información socioeconómica. En el Censo de 2010 se usó un formulario de diez preguntas básicas, en la que se preguntaba el nombre, sexo, edad, fecha de nacimiento, raza o etnia y propiedad de la vivienda. Y en contraste con el censo de 2000, no se ofreció una opción para descargar y llenar el formulario por Internet.
La información socioeconómica recogida durante los censo anteriores, aún será recogida por la American Community Survey. La encuesta provee datos sobre las comunidades en los Estados Unidos realizadas en ciclos anuales o tres años, dependiendo del tamaño de la comunidad, más que una vez cada diez años. La encuesta será hecha anualmente a un pequeño porcentaje de la población, sobre la base de un principio de rotación, pero ningún hogar la recibirá más que una vez cada cinco años.
En junio de 2009 la Oficina del Censo anunció que contaría las parejas del mismo sexo. Sin embargo, en la forma final, no hubo una opción sobre parejas del mismo sexo.

## Coste del censo
La agencia federal Government Accountability Office (Oficina Gubernamental de Contabilidad) estimó en 2004 el coste del censo de 2010 en 11 mil millones de dólares estadounidenses. En un informe detallado al Congreso, de la Oficina del Censo para determinar los costos del censo.

## Elecciones de 2012
Los resultados del censo de 2010 determinaron el número de escaños que cada estado recibiría en la Cámara de Representantes de Estados Unidos a partir de las elecciones de 2012. Por tanto, afectó al número de votos que cada estado recibe en el colegio electoral para las elecciones presidenciales de 2012 y en adelante. Entre las proyecciones previas al censo, se esperaba que Texas ganara cuatro votos y Ohio perdiera dos.

## Población por estado
Según datos del censo publicado, los estadounidenses están migrando de las Grandes Llanuras hacia estados con clima más soleado, y la tendencia será la misma a lo largo del siglo XXI. En estados como Dakota del Norte, Dakota del Sur, Nebraska, y Kansas tenían más condados con una disminución total de la población entre 2000 y 2010. Mientras el sur de California, el sur de Nevada —en especial el área de Las Vegas— Arizona, Florida y el este de Texas experimentaron un gran aumento de la población.
Los datos también ofrecen información sobre los cambios en la composición racial de Estados Unidos. Muchos de los condados que vieron los mayores incrementos en sus poblaciones hispanas se encontraban en los bastiones tradicionales hispanos, incluyendo el sur de California, Arizona y el sur de Florida. Pero otros fueron más sorprendente: los condados en el este de Oregón, Idaho, Wyoming, Kansas y Oklahoma, todos vieron una afluencia de hispanos, lo que refleja una tendencia en la última década en la que muchos inmigrantes hispanoamericanos recientes se han extendido más allá de los centros urbanos de Los Ángeles y Phoenix a zonas más rurales del país.
En los datos de la población afroestadounidense también se produjeron cambios. En una tendencia opuesta a lo que ocurrió durante la Gran Migración Negra de las décadas de 1920-1950, muchos negros jóvenes y educados han salido de los centros industriales del Medio Oeste de Estados Unidos (como Illinois y Míchigan) y se han mudado al sur de Estados Unidos, incluyendo las ciudades de Florida, Georgia, e incluso Misisipi. Atlanta sustituye a Chicago como el área metropolitana con el mayor número de población negra, después de Nueva York. Hoy en día, el 57 % de los afroestadounidenses vive en el sur —el porcentaje más alto desde 1960—.
| Puesto | Estado              | Población en 2010 | Población en 2000 | Variación  |               | Variación porcentual |               |
| ------ | ------------------- | ----------------- | ----------------- | ---------- | ------------- | -------------------- | ------------- |
| 1      | California          | 37 253 956        | 33 871 648        | 3 382 308  | Crecimiento   | 10.0 %               | Crecimiento   |
| 2      | Texas               | 25 145 561        | 20 851 820        | 4 293 741  | Crecimiento   | 20.6 %               | Crecimiento   |
| 3      | Nueva York          | 19 378 102        | 18 976 457        | 401 645    | Crecimiento   | 2.1 %                | Crecimiento   |
| 4      | Florida             | 18 801 310        | 15 982 378        | 2 818 932  | Crecimiento   | 17.6 %               | Crecimiento   |
| 5      | Illinois            | 12 830 632        | 12 419 293        | 411 339    | Crecimiento   | 3.3 %                | Crecimiento   |
| 6      | Pensilvania         | 12 702 379        | 12 281 054        | 421 325    | Crecimiento   | 3.4 %                | Crecimiento   |
| 7      | Ohio                | 11 536 504        | 11 353 140        | 183 364    | Crecimiento   | 1.6 %                | Crecimiento   |
| 8      | Míchigan            | 9 883 640         | 9 938 444         | −54 804    | Decrecimiento | -0.6 %               | Decrecimiento |
| 9      | Georgia             | 9 687 653         | 8 186 453         | 1 501 200  | Crecimiento   | 18.3 %               | Crecimiento   |
| 10     | Carolina del Norte  | 9 535 483         | 8 049 313         | 1 486 170  | Crecimiento   | 18.5 %               | Crecimiento   |
| 11     | Nueva Jersey        | 8 791 894         | 8 414 350         | 377 544    | Crecimiento   | 4.5 %                | Crecimiento   |
| 12     | Virginia            | 8 001 024         | 7 078 515         | 922 509    | Crecimiento   | 13.0 %               | Crecimiento   |
| 13     | Washington          | 6 724 540         | 5 894 121         | 830 419    | Crecimiento   | 14.1 %               | Crecimiento   |
| 14     | Massachusetts       | 6 547 629         | 6 349 097         | 198 532    | Crecimiento   | 3.1 %                | Crecimiento   |
| 15     | Indiana             | 6 483 802         | 6 080 485         | 403 317    | Crecimiento   | 6.6 %                | Crecimiento   |
| 16     | Arizona             | 6 392 017         | 5 130 632         | 1 261 385  | Crecimiento   | 24.6 %               | Crecimiento   |
| 17     | Tennessee           | 6 346 105         | 5 689 283         | 656 822    | Crecimiento   | 11.5 %               | Crecimiento   |
| 18     | Misuri              | 5 988 927         | 5 595 211         | 393 716    | Crecimiento   | 7.0 %                | Crecimiento   |
| 19     | Maryland            | 5 773 552         | 5 296 486         | 477 066    | Crecimiento   | 9.0 %                | Crecimiento   |
| 20     | Wisconsin           | 5 686 986         | 5 363 675         | 323 311    | Crecimiento   | 6.0 %                | Crecimiento   |
| 21     | Minnesota           | 5 303 925         | 4 919 479         | 384 446    | Crecimiento   | 7.8 %                | Crecimiento   |
| 22     | Colorado            | 5 029 196         | 4 301 261         | 727 935    | Crecimiento   | 16.9 %               | Crecimiento   |
| 23     | Alabama             | 4 779 736         | 4 447 100         | 332 636    | Crecimiento   | 7.5 %                | Crecimiento   |
| 24     | Carolina del Sur    | 4 625 364         | 4 012 012         | 613 352    | Crecimiento   | 15.3 %               | Crecimiento   |
| 25     | Luisiana            | 4 533 372         | 4 468 976         | 64 396     | Crecimiento   | 1.4 %                | Crecimiento   |
| 26     | Kentucky            | 4 339 367         | 4 041 769         | 297 598    | Crecimiento   | 7.4 %                | Crecimiento   |
| 27     | Oregón              | 3 831 074         | 3 421 399         | 409 675    | Crecimiento   | 12.0 %               | Crecimiento   |
| 28     | Oklahoma            | 3 751 351         | 3 450 654         | 300 697    | Crecimiento   | 8.7 %                | Crecimiento   |
| 29     | Connecticut         | 3 574 097         | 3 405 565         | 168 532    | Crecimiento   | 4.9 %                | Crecimiento   |
| 30     | Iowa                | 3 046 355         | 2 926 324         | 120 031    | Crecimiento   | 4.1 %                | Crecimiento   |
| 31     | Misisipi            | 2 967 297         | 2 844 658         | 122 639    | Crecimiento   | 4.3 %                | Crecimiento   |
| 32     | Arkansas            | 2 915 918         | 2 673 400         | 242 518    | Crecimiento   | 9.1 %                | Crecimiento   |
| 33     | Kansas              | 2 853 118         | 2 688 418         | 164 700    | Crecimiento   | 6.1 %                | Crecimiento   |
| 34     | Utah                | 2 763 885         | 2 233 169         | 530 716    | Crecimiento   | 23.8 %               | Crecimiento   |
| 35     | Nevada              | 2 700 551         | 1 998 257         | 702 294    | Crecimiento   | 35.1 %               | Crecimiento   |
| 36     | Nuevo México        | 2 059 179         | 1 819 046         | 240 133    | Crecimiento   | 13.2 %               | Crecimiento   |
| 37     | Virginia Occidental | 1 852 994         | 1 808 344         | 44 650     | Crecimiento   | 2.5 %                | Crecimiento   |
| 38     | Nebraska            | 1 826 341         | 1 711 263         | 115 078    | Crecimiento   | 6.7 %                | Crecimiento   |
| 39     | Idaho               | 1 567 582         | 1 293 953         | 273 629    | Crecimiento   | 21.1 %               | Crecimiento   |
| 40     | Hawái               | 1 360 301         | 1 211 537         | 148 764    | Crecimiento   | 12.3 %               | Crecimiento   |
| 41     | Maine               | 1 328 361         | 1 274 923         | 53 438     | Crecimiento   | 4.2 %                | Crecimiento   |
| 42     | Nuevo Hampshire     | 1 316 470         | 1 235 786         | 80 684     | Crecimiento   | 6.5 %                | Crecimiento   |
| 43     | Rhode Island        | 1 052 567         | 1 048 319         | 4248       | Crecimiento   | 0.4 %                | Crecimiento   |
| 44     | Montana             | 989 415           | 902 195           | 87 220     | Crecimiento   | 9.7 %                | Crecimiento   |
| 45     | Delaware            | 897 934           | 783 600           | 114 334    | Crecimiento   | 14.6 %               | Crecimiento   |
| 46     | Dakota del Sur      | 814 180           | 754 844           | 59 336     | Crecimiento   | 7.9 %                | Crecimiento   |
| 47     | Alaska              | 710 231           | 626 932           | 83 299     | Crecimiento   | 13.3 %               | Crecimiento   |
| 48     | Dakota del Norte    | 672 591           | 642 200           | 30 391     | Crecimiento   | 4.7 %                | Crecimiento   |
| 49     | Vermont             | 625 741           | 608 827           | 16 914     | Crecimiento   | 2.8 %                | Crecimiento   |
| —      | Washington D. C.    | 601 723           | 572 059           | 29 664     | Crecimiento   | 5.2 %                | Crecimiento   |
| 50     | Wyoming             | 563 626           | 493 782           | 69 844     | Crecimiento   | 14.1 %               | Crecimiento   |
|        | Estados Unidos      | 308 745 538       | 281 421 906       | 27 323 632 | Crecimiento   | 9.7 %                | Crecimiento   |